# De Luiten
De Luiten – wielofunkcyjny stadion, położony w mieście Roosendaal, Holandia. Swoje mecze na tym obiekcie rozgrywał zespół RBC Roosendaal, aż do 2000 roku, kiedy to klub przeniósł się na nowoczesny Vast & Goed Stadion. Pojemność stadionu wynosi 6 800 osób.
Mecz: RBC Roosendaal - De Graafschap 2:4, rozegrany 13 października 2000, był ostatnim spotkaniem piłkarskim rozegranym na De Luiten.